# Caelus
Caelus sau Coelus este un personaj din mitologia romană. Reprezintă cerul și, deci, este echivalentul lui Uranus, un zeu din mitologia greacă. Soția sa, zeița Terra sau Tellus, era zeița pământului, echivalenta lui Gaia. Avea o importanță mult mai mică la romani decât Uranus la greci.